# Littérature du Ier siècle
Littérature du IIe siècle av. J.-C. - Littérature du Ier siècle av. J.-C. - Littérature du Ier siècle - Littérature du IIe siècle - Littérature du IIIe siècle

## Événements
- 21 : à l'occasion de la révolte de Sacrovir, Tacite mentionne les écoles de philosophie et de rhétorique d'Autun (Augustodunum), dites Écoles méniennes (Scholæ menianæ)[1]. Elles attirent des étudiants de tout l'Empire romain  en Gaule.
- Vers 68-69 : ouverture d'une école de rhétorique par Quintilien à Rome[2].
- Vers 70 :
  - Vespasien assigne des salaires de 100 000 sesterces par an aux rhéteurs grecs et latins sur le trésor impérial à Rome et à Athènes[3].
  - Une théorie de la genèse de l'écriture chinoise est élaborée par le chinois Ban Gu[4].
  - À Rome, le philosophe stoïcien Musonius affirme que les femmes doivent recevoir la même éducation que les hommes[5].
- 74-75 : en Mésopotamie, dernier texte cunéiforme connu (éphéméride astral)[6].
- Vers 85 : le poète Martial mentionne l'utilisation du codex, livre de parchemin brochés à Rome, qui remplace progressivement les rouleaux de papyrus[7].
- 94 : Stace échoue au concours de poésie latine des Jeux capitolins ; il se retire de Rome à Naples[8].

## Œuvres majeures
- Vers 1 : L'Art d'aimer (Ars amatoria), du poète romain Ovide[9].
- 2 : Ovide écrit un poème didactique Remèdes à l'amour (Remedia amoris)[10].
- 3 : publication d'une Histoire du Monde en quatorze volumes par Nicolas de Damas[11].
- 8 : le poète romain Ovide termine son œuvre poétique majeure Les Métamorphoses[9].
- 9 : le gaulois Trogue Pompée achève les Histoires philippiques, premiers écrits latins relatant l'histoire mondiale[12].

- Vers 10 : le Zhou Li, est « redécouvert » et manipulé par le lettré Liu Xin pendant le règne de Wang Mang[13]. Il fait la description d'un État idéal dans la Chine ancienne.

- 3 avril 13 : Auguste rédige son testament, publié le lendemain de sa mort survenue le 19 août 14, composé de deux codices (les testaments) et de trois volumina, trois rouleaux scellés. Le second rouleau contient l'énumération de ses hauts faits, destinée à son tombeau (les « Res Gestae Augustae »)[14].

- Vers 20/30: Claude écrit une Histoire des Thyrrhéniens en vingt livres, et une Histoire de Carthage en huit livres, aujourd'hui perdues[15].

- Vers 30 : 
  - Phèdre traduit les fables d’Ésope et en compose d’originales[16].
  - Velleius Paterculus écrit l'histoire générale des pays connus dans l'Antiquité[17].
  - Claude écrit l'Histoire du règne d'Auguste en 41 livres, aujourd'hui perdue[15].

- Vers 20/40 : Claude écrit un traité sur les lettres latines, aujourd'hui perdue[15].
- 41-49 et 62-65 : Sénèque, exilé en Corse, aurait commence à écrire des tragédies. Dix qui nous ont parvenues lui sont attribuées : Agamemnon, Hercule furieux, Hercule sur l'Œta, Octavie, Les Phéniciennes, Thyeste, Les Troyennes. Après sa retraite en 62, il aurait rédigé Œdipe, Médée (vers 63-64) et Phèdre[18].

- Vers 50 : 
  - Pamphilius d'Alexandrie compose un recueil d'expressions rares (lexique des gloses)[19].
  - Bellorum Germaniae libri XX, de Pline l'Ancien, qui fait le récit des guerres de Germanie en vingt volumes, aujourd'hui perdus, ouvrage mentionné par Tacite[20].
  - Claude (41-54) écrit son autobiographie en 8 livres, aujourd'hui perdue[21].

- Entre 50 et 90, fin Ier siècle ou début IIe siècle ? : rédaction de la Didachè, la doctrine des douze apôtres[22],[23].

- Vers 55-56 : De clementia, de Sénèque, qui commence à écrire ses œuvres philosophiques[24].

- 61-65 : Troica, poèmes de Néron[25].
- 62-64 : Lucain écrit La Pharsale, une épopée sur la lutte de Jules César et de Pompée[26].
- 63 ou 64 : date de parution probable du Satyricon, roman attribué, semble-t-il à tort, à Pétrone[27]. L'auteur y affirme que les esclaves sont aussi des hommes[28].
- Après 64 : première épître de Pierre[29].
- 62-64 : Lettres à Lucilius, de Sénèque[30].

- Avant 66 : rédaction probable du Satyricon, roman attribué à Pétrone. L'époque de sa composition reste discutée. Une autre hypothèse la place sous Domitien de 81 à 96, après la rédaction des Punica de Silius Italicus[31].
- Vers 70 :
  - époque probable du début de la rédaction de l'Évangile selon Marc, qui serait le premier des quatre Évangiles[32].
  - Lunheng (Appréciations critiques), du philosophe chinois Wang Chong (Wang-Tchoung), qui ramène tous les phénomènes à des causes matérielles[33].

- 75-79 : l'historien juif Flavius Josèphe commence son récit de la Guerre des Juifs, rédigé en araméen[34].
- Vers 82 : Ban Gu (Pan Kou) et sa sœur Ban Zhao (Pan Tchao) composent une Histoire de la Chine (Hanshu)[35], achevée en 111[36].
- Vers 80-85 : époque probable de la rédaction de l'Évangile selon Luc et des Actes des Apôtres, en grec par Luc, médecin d'Antioche, probablement un disciple de Paul de Tarse[37].
- Entre 80 et 90 : époque probable de la rédaction en grec de l'évangile selon Matthieu[38].
- Entre 80 et 100 : époque probable de la rédaction de l'évangile selon Jean[39].
- 90-96 : Le poète latin Stace achève sa Thébaïde (v. 91), rédige les Silves  et l'Achilléide[40].
- Vers 90 : rédaction des Actes des Apôtres[34].
- 92-94 : De institutione oratoria, (Institution oratoire), de Quintilien, 12 volumes sur l'éducation de l'orateur[41].
- v. 92-93 : Juste de Tibériade publie une Histoire synoptique des Juifs et autres peuples[17].
- Vers 93-94 : Flavius Josèphe achève ses Antiquités judaïques[42].
- Vers 95 : le pape Clément écrit sa « Lettre aux Corinthiens » (Prima Clementis) après les troubles de la communauté chrétienne de Corinthe[43].
- 96 : date traditionnelle de la rédaction de l'Apocalypse[44].
- 98 : Tacite publie Germania, où il décrit la vie des Germains[45].

- Ier siècle :
  - Yue jue shu, du savant chinois Yuan Kang, qui développe une théorie sur les âges successifs de la pierre, du jade, du bronze et du fer[46].
  - Le juriste romain Sabinus, actif sous Tibère et Néron, écrit trois livres de droit civil (Libri tres iuris civilis)[47].

## Naissances
- Début du Ier siècle, Ammonios d'Athènes, philosophe et savant égyptien.
- Avant 14 à Rome, Publius Pomponius Secundus, général et poète tragique romain.
- 23, Pline l'Ancien à Côme, écrivain et naturaliste romain.
- Vers 46 à Chéronée, Plutarque, historien et penseur.
- 61, Pline le Jeune à Côme, écrivain et homme politique romain.

## Décès
- 7 à Tarse, Athénodore le Cananite, philosophe grec.
- avant 50 à Rome, Aulus Cornelius Celsus, médecin romain.
- après 74 à Rome, Publius Pomponius Secundus, général et poète tragique romain.
- 79 à Pompéi, Pline l'Ancien, écrivain et naturaliste romain.
- après 85, Ammonios d'Athènes, philosophe et savant égyptien.